# Vasily Ivanov
Vasily Ivanov (n. 8 noiembrie 1972, regiunea Samara, RSFS Rusă, URSS) este un înotător rus, medaliat olimpic. A participat la o ediție a Jocurilor Olimpice (1992) în care a câștigat o medalie de argint.

## Participări
Lista de mai jos prezintă principalele competiții la care a participat Vasily Ivanov de-a lungul carierei.
- swimming at the 1992 Summer Olympics – men's 4 × 100 metre medley relay[*]